# Resultados do Carnaval de São Paulo em 1992
Este é o Resultado do desfile das Escolas de Samba do Carnaval de São Paulo em 1992.

## Escolas de samba

### Grupo Especial
Os desfiles do Grupo Especial ocorreram no dia 29 de fevereiro de 1992 no sambódromo do Anhembi. Tanto o público como os sambistas já pareciam um pouco mais acostumados com a nova passarela, que ganhou uma arquibancada de concreto provisória, de apenas 8 lances ao rés do chão, ao lado da marginal. Rosas de Ouro, Camisa Verde e Branco e Vai-Vai pontearam o pódio, em um carnaval onde sobrou luxo e sambas bonitos em todas as agremiações.
Ordem de Desfile
| Sábado (29/02/1992) |
| 1. Colorado do Brás 2. Rosas de Ouro 3. Gaviões da Fiel 4. Unidos do Peruche 5. Mocidade Alegre 6. Leandro de Itaquera 7. Barroca Zona Sul 8. Camisa Verde e Branco 9. Nenê de Vila Matilde 10. Vai-Vai |

Classificação
| Legenda: Campeã |

| Col. | Escola                | Enredo                                                  | Pontos |
| ---- | --------------------- | ------------------------------------------------------- | ------ |
| 1    | Rosas de Ouro         | Non Ducor Duco, Qual é a Minha Cara?                    | 294,00 |
| 2    | Camisa Verde e Branco | Banho de Luz Que Me Seduz                               | 291,00 |
| 2    | Vai-Vai               | Por Mares Nunca Dantes Navegados                        | 291,00 |
| 4    | Mocidade Alegre       | A Espada Dia Liberdade - "Jornal O Estado de São Paulo" | 289,00 |
| 5    | Unidos do Peruche     | O Brasil Mostra Suas Cores                              | 287,00 |
| 6    | Nenê de Vila Matilde  | Luz, Divina Luz                                         | 287,00 |
| 7    | Leandro de Itaquera   | Batuque, a Força de Uma Raça                            | 279,00 |
| 8    | Gaviões da Fiel       | Cidade Aquariana                                        | 270,00 |
| 9    | Barroca Zona Sul      | Roma Negra                                              | 264,00 |
| 10   | Colorado do Brás      | A Cara do Pai, a Cara da Mãe                            | 255,00 |

### Grupo 1
Classificação
| Legenda: Promovida |

| Col. | Escola                              | Enredo                                     | Pontos |
| ---- | ----------------------------------- | ------------------------------------------ | ------ |
| 1    | Imperador do Ipiranga               | Tia Ciata                                  |        |
| 2    | Acadêmicos do Tucuruvi              | O Samba Pede Passagem                      |        |
| 3    | Águia de Ouro                       | Felicidade                                 |        |
| 4    | Pérola Negra                        | Mesmo na Folia o Plantão Vai Funcionar     |        |
| 5    | Passo de Ouro                       | E o Som Deu Samba                          |        |
| 6    | X-9 Paulistana                      | O Beijo, Bem Mais que uma História de Amor |        |
| 7    | Unidos de São Miguel                | Os Sinos da Praça da Sé                    |        |
| 8    | União Independente da Vila Prudente | Solano Trindade - o Sonho não Acabou       |        |
| 9    | União Imperial                      | Domingo                                    |        |
| 10   | Primeira da Aclimação               | Palácio da Aclimação                       |        |

### Grupo 2
Os desfiles do Grupo 2 ocorreram no dia 2 de março de 1992.
Classificação
| Legenda: Promovida Rebaixada |

| Col. | Escola                     | Enredo                                                                                           | Pontos |
| ---- | -------------------------- | ------------------------------------------------------------------------------------------------ | ------ |
| 1    | Tom Maior                  | Caixinha de Surpresas                                                                            | 99,00  |
| 2    | Prova de Fogo              | Meninos de Rua                                                                                   | 96,00  |
| 3    | Unidos de São Lucas        | Chegou a Hora                                                                                    | 96,00  |
| 4    | Acadêmicos do Ipiranga     | De Ás a Z                                                                                        | 95,00  |
| 5    | Unidos de Guaianases       | Ziriguidum Sampa                                                                                 | 93,00  |
| 6    | Primeira do Itaim Paulista | Ouro e Prata, Parabéns a Você (Uma Homenagem a Todas as Alas de Baianas e Baterias de São Paulo) | 92,00  |
| 7    | Flor da Vila Dalila        | Cadê Eu, Cadê Você, Nessa TV                                                                     | 90,00  |
| 8    | Cachoeira Império do Samba | Axé dos Garimpos Pra Você                                                                        | 89,00  |
| 9    | Império do Cambuci         | Lua dos Mil Encantos                                                                             | 84,00  |
| 10   | Levanta Poeira             | Enfim é Sexta-Feira                                                                              | 84,00  |
| 11   | Morro da Casa Verde        | O Arauto da Ilusão                                                                               | 82,00  |

### Grupo 3
Os desfiles do Grupo 3 ocorreram no dia 1º de março de 1992.
Classificação
| Legenda: Promovida Rebaixada |

| Col. | Escola                        | Enredo                                | Pontos |
| ---- | ----------------------------- | ------------------------------------- | ------ |
| 1    | Combinados de Sapopemba       | Inezita Barroso                       | 97,00  |
| 2    | Mocidade Unida da Mooca       | Contos e Lendas das Maravilhas do Mar | 97,00  |
| 3    | Malungos                      | O Mundo Encantado das Crianças        | 96,00  |
| 4    | Império Lapeano               | Universo nas Mãos                     | 88,00  |
| 5    | Folha Azul dos Marujos        | E Netuno Adormecido Nada Vê           | 87,00  |
| 6    | Unidos do Jaguaré             | A História de um Rei                  | 83,00  |
| 7    | Arco Íris de Vila Guilhermina | Estou Vivendo de Teimoso              | 82,00  |
| 8    | Ermelinense                   | Da Cadeira Até a Cátedra              | 64,00  |
| 9    | Unidos de Vila Maria          | S.O.S. Ecologia                       | 39,00  |
| --   | Alegria Alegria               |                                       | ---    |
| --   | Raízes de Vila Piauí          |                                       | ---    |

### Grupo 4
Os desfiles do Grupo 4 ocorreram no dia 2 de março de 1992.
Classificação
| Legenda: Promovida Rebaixada |

| Col. | Escola                         | Enredo                                             | Pontos |
| ---- | ------------------------------ | -------------------------------------------------- | ------ |
| 1    | Os Bambas                      | Os Grandes Poetas                                  | 92,00  |
| 2    | União Independente da Zona Sul | Feira Livre                                        | 88,00  |
| 3    | Flor da Zona Sul               | O Circo Não Pode Acabar                            | 87,00  |
| 4    | Vera Cruz                      | Vera Cruz no País da Corrupção                     | 84,00  |
| 5    | Raiz da Zona Sul               | Adoniran Barbosa Pelas Ruas da Cidade              | 83,00  |
| 6    | Dragões de Vila Alpina         | Ensinar Pra Que?                                   | 74,00  |
| 7    | Imperatriz da Paulicéia        | 1910 - Uma Saga Negra                              | 72,00  |
| 8    | Imperiais do Real Parque       | Criança é o que Interessa, O Resto Não Tem Pressa! | 72,00  |
| 9    | Flor da Penha                  | Estatuto de Gente Grande, No Papel ou Pra Valer?   | 60,00  |
| 10   | Abelha Rainha                  | Mata o Velho - Senhora Previdência                 | 53,00  |